# Román Gastaldi
Román Gastaldi (ur. 25 września 1989) – argentyński lekkoatleta, wieloboista.

## Osiągnięcia
| Rok  | Impreza                         | Miejsce        | Konkurencja   | Lokata     | Wynik     |
| ---- | ------------------------------- | -------------- | ------------- | ---------- | --------- |
| 2010 | Mistrzostwa ibero-amerykańskie  | San Fernando   | dziesięciobój | 3. miejsce | 7290 pkt. |
| 2011 | Mistrzostwa Ameryki Południowej | Buenos Aires   | dziesięciobój | 2. miejsce | 7545 pkt. |
| 2011 | Igrzyska panamerykańskie        | Guadalajara    | dziesięciobój | 5. miejsce | 7826 pkt. |
| 2013 | Mistrzostwa świata              | Moskwa         | dziesięciobój | –          | DNF       |
| 2014 | Igrzyska Ameryki Południowej    | Santiago       | dziesięciobój | –          | DNF       |
| 2014 | Mistrzostwa ibero-amerykańskie  | São Paulo      | dziesięciobój | –          | DNF       |
| 2016 | Mistrzostwa ibero-amerykańskie  | Rio de Janeiro | dziesięciobój | 1. miejsce | 7634 pkt. |

Dwukrotny mistrz Argentyny w dziesięcioju (2010 i 2011).

## Rekordy życiowe
- Dziesięciobój – 7826 pkt. (2011)